# 遠藤昌浩
遠藤昌浩（1970年8月15日—），已退役日本足球運動員，前日本國家足球隊成員。

## 俱樂部生涯
1999年远藤昌浩因为受伤的关系，他在球队位置被田中诚、铃木秀人取代，为寻求发展从横滨FC开始连续被租借到川崎前锋，2000年再租借到清水心跳，他在清水心跳的表现不是很好。
2000年夏天，远藤昌浩加盟梅赫伦，成为第一位征战比甲的日本球员。远藤是日本足球职业化的第一代职业球员，转会当年已经30岁。作为一名从边锋改打左后卫的防守球员，远藤很难适合欧洲联赛的高对抗，一个赛季总共只出场4次，便被清除出球队。随后，他转投比利时球队皇家卢维耶尔，虽然多踢了几场比赛，但因为球队破产，结束自己短暂的旅欧生涯。

## 外部連結
- National Football Teams （页面存档备份，存于）
- Japan National Football Team Database （页面存档备份，存于）
- 日本職業足球聯賽中的遠藤昌浩 （日語）
- 公式HP